# Zabrdnji Toci
Zabrdnji Toci (Servisch cyrillisch Забрдњи Тоци) is een plaats in de Servische gemeente Prijepolje. De plaats telt 133 inwoners (2002).